# أكاديمية الفنون الجميلة (فرنسا)
أكاديمية الفنون الجميلة (بالفرنسية:  Académie des Beaux-Arts)‏ هي أكاديمية من الأكاديميات الخمس التابعة لـ معهد فرنسا. تأسست في فرنسا سنة 1816 عن طريق ضم الأكاديمية الملكية للرسم والنحت (بالفرنسية:  Académie royale de peinture et de sculpture)‏ التي تأسست في 1816، مع أكاديمية الموسيقى (التي تأسست في 1669) والأكاديمية الملكية للهندسة المعمارية (التي تأسست في 1671).
تتضمن الأكاديمية عدة مجالات: الرسم، النحت، الهندسة المعمارية، التأليف الموسيقى، الفن السينمائي، التصوير الفوتوغرافي، التنميش، وأخرى. كما تمنح عدة جوائز مثل :
- جائزة ليليان بيتينكور لغنا الكورال Prix de chant choral Liliane Bettencourt
- جائزة بيير دافيد-ويل للرسم Prix de Dessin Pierre David-Weill
- جائزة مؤسسة سيمون و سينو ديل دوكا Prix et bourses de la Fondation Simone et Cino Del Duca
- جائزة بيير كاردان Prix Pierre Cardin
- جائزة فرنسوا-فيكتور نورى Prix François-Victor Noury

## وصلات خارجية
- https://web.archive.org/web/20190526092534/http://www.academie-des-beaux-arts.fr/